# Zapoteca tetragona
Zapoteca tetragona là một loài thực vật có hoa trong họ Đậu. Loài này được (Willd.) H.M.Hern. miêu tả khoa học đầu tiên.